# Windeks
Gaius Iulius Vindex (ur. ok. 25 n.e., zm. maj 68 n.e. pod Vesontio obecnie Besançon) – przywódca powstania w Galii przeciwko Neronowi w 68 n.e., uruchomił lawinę wydarzeń, które doprowadziły do upadku i śmierci Nerona oraz kryzysu w Imperium Rzymskim zwanego rokiem czterech cesarzy.
Windeks, zromanizowany Gal z Akwitanii, potomek władców Akwitanii, był po ojcu senatorem rzymskim. Jako propretor zarządzał prowincją Galią (prawdopodobnie Lugdunensis). W marcu 68 roku n.e. stanął na czele powstania Galów przeciwko Neronowi. Wezwał na pomoc Galbę, który wtedy był namiestnikiem Hiszpanii Tarrakońskiej i uznał go za cesarza. Próbował opanować Lugdunum (obecnie Lyon). Emitował monety bez swego imienia i galijskich motywów a z napisami m.in. "wolność". Namiestnik Germanii Górnej Lucjusz Werginiusz Rufus wyruszył przeciw Windeksowi, by zdławić jego rebelię, która przypominała poprzednie rewolty Juliusza Florusa i Juliusza Sakrowira z 21 n.e. Rufus rozpoczął obleganie Vesontio (obecnie Besançon), któremu z pomocą przybył Windeks i rozłożył się obozem niedaleko obleganego miasta w maju 68 n.e. Windeksowi udało się doprowadzić do spotkania z Rufusem i przekonania do współpracy przeciwko Neronowi. Jednakże gdy wyruszył z wojskiem by zająć Vesontio żołnierze Rufusa zaatakowali go sądząc, że Windeks chce na nich uderzyć (zobacz: bitwa pod Vesontio). Windeks nie zorientował się w sytuacji i w przekonaniu, że został zdradzony popełnił samobójstwo. W bitwie miało zginąć 20 tysięcy Galów.
Rewolta Windeksa zainicjowała wydarzenia, które doprowadziły do obalenia Nerona i szeregu buntów w Imperium zakończonych przez Wespazjana.